# 1762 год в науке
В 1762 году произошли различные научные и технологические события, некоторые из которых представлены ниже.

## Публикации
- Антуан Боме опубликовал работу «Eléments de Pharmacie».

## Родились
- 10 апреля — Джованни Альдини, последователь Луиджи Гальвани в части изучения взаимодействия электричества с живым организмом, один из прототипов доктора Виктора Франкенштейна.
- 20 июня — Иван Петрович Глазунов, русский издатель и книготорговец (ум. 1831).
- 5 августа – Чон Яг Ён, корейский учёный, энциклопедист, философ периода династии Чосон.
- 20 октября — Пьер Андре Латрейль, французский энтомолог.

## Скончались
- 20 февраля — Тобиас Майер, немецкий картограф и астроном, ставший известным своим изучением Луны.
- 21 марта — Никола Луи де Лакайль, французский астроном.
- 10 июля — Ян Фредерик Гроновиус, голландский ботаник, доктор медицины, сподвижник Карла Линнея.
- 13 июля — Джеймс Брэдли, английский астроном.